# Miss Jerry
Miss Jerry é um longa-metragem estadunidense mudo e em preto e branco, escrito e produzido por Alexander Black e estrelado por Blanche Bayliss. Na verdade não se trata propriamente de um filme, mas uma série de slides de lanterna mágica projetados sobre uma tela com um stereopticon e acompanhado de narração e música, tornando-se o primeiro exemplo de uma ficção dramática de longa-metragem no cinema.
Estreou em 9 de Outubro de 1894 no Carbon Studio, em Nova York, tendo sido descrito como "the first picture play" (O primeiro jogo de imagem). Enquanto outras animações e filmes produzidos nessa época eram pequenos documentários, Miss Jerry procurou desenvolver o que é, sem dúvida, o primeiro longa-metragem de imagens em movimento. Tenta criar uma impressão de movimento com as mudanças de lâminas uma vez a cada 15 segundos.

## Enredo
Depois de descobrir que seu pai está sofrendo problemas financeiros, Jerry Holbrook decide começar uma carreira de jornalista no coração de Nova York. Enquanto trabalha, ela se apaixona pelo editor de seu jornal, o Sr. Hamilton. Depois de ter sido oferecido um emprego em Londres o casal inicialmente enfrenta problemas mas Jerry aceita a proposta de casamento e eles vão viver juntos na capital inglesa.

## Elenco
- Blanche Bayliss (sob o nome de "Constance Arthur")... Miss Geraldine Holbrook (Miss Jerry)
- William Courtenay... Walter Hamilton
- Chauncey Depew... ele mesmo (Diretor do New York Central Railroad)

## Ligações Externas
- Fotografia em Ficção - "Miss Jerry", O primeiro jogo de imagem, de Alexander Black em inglês
- Miss Jerry. no IMDb.
- A história de Miss Jerry com algumas das imagens fixas do Google Books em inglês
- Text from the Picture Play chapter in Terry Ramsaye's "Million and One Nights" em inglês